# Michael Biehn

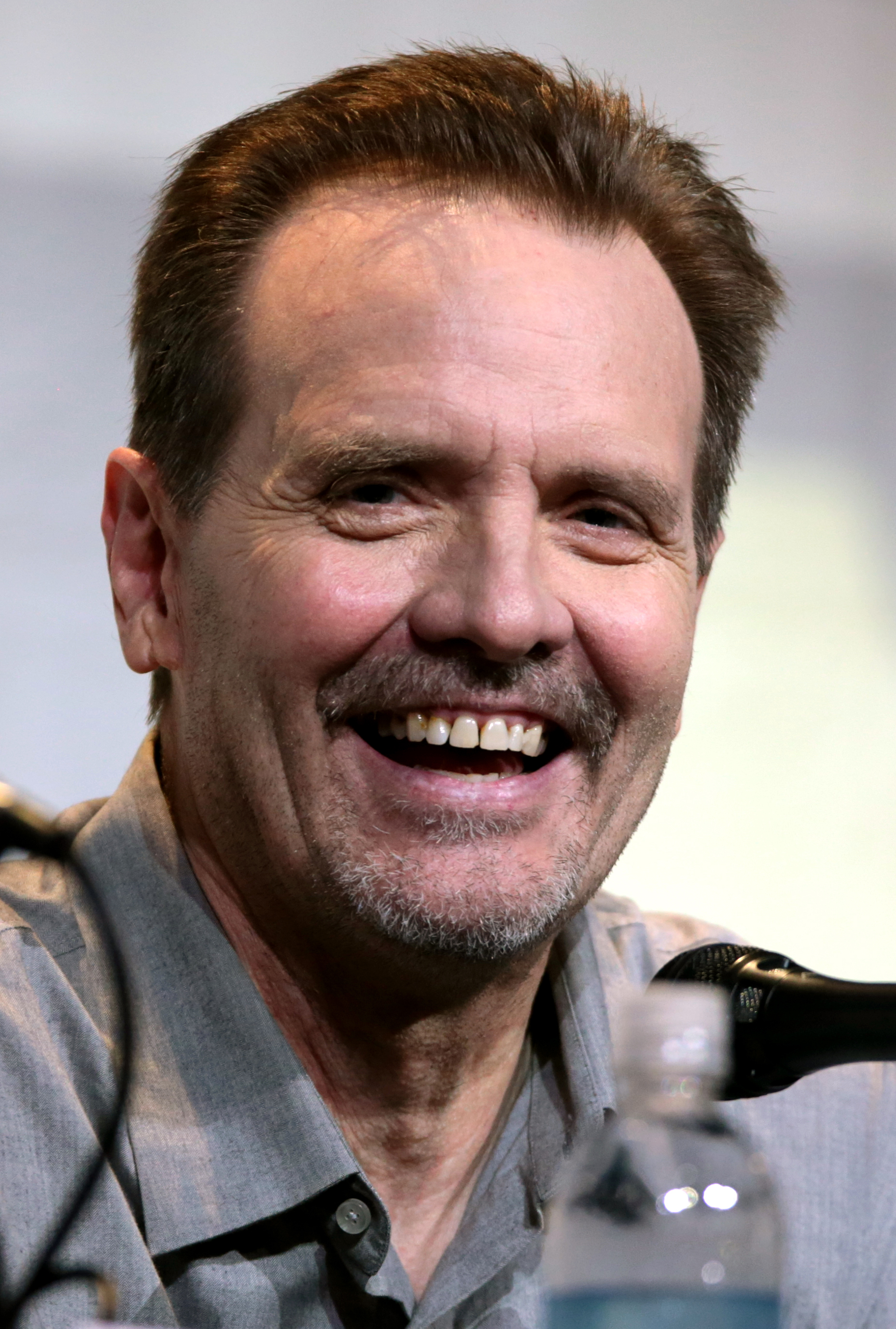
Michael Biehn (2016)

Michael Connell Biehn (* 31. Juli 1956 in Anniston, Alabama) ist ein US-amerikanischer Schauspieler und Filmproduzent.

## Leben
Michael Biehn wurde in Anniston als Sohn des Anwalts Don Biehn und seiner Frau Marcia geboren und wuchs in Lincoln, Nebraska auf. Er hat noch drei weitere Geschwister. Er besuchte die Highschool in Lake Havasu City in Arizona und wurde dort ein Mitglied der Theatergruppe. Danach besuchte er die University of Arizona und studierte dort zwei Jahre Drama.
Er verdiente sich seinen Lebensunterhalt zunächst als Model und Darsteller in Werbefilmen. Daneben arbeitete Biehn auch fürs Fernsehen, wo ihm zum Beispiel eine Rolle in der Serie Operation: Runaway übertragen wurde. 1978 hatte er in dem Tanzfilm Grease einen ersten, jedoch unerwähnten, kleinen Auftritt. Seinen Aufstieg in der Filmbranche hatte er in den 1980er Jahren.
Biehn spielte mehrfach in Filmen von James Cameron: In Terminator (1984) verkörperte er den Soldaten Kyle Reese, der Sarah Connor (Linda Hamilton) vor dem kaltblütigen Killer-Androiden T-800 (Arnold Schwarzenegger) beschützt. Zwei Jahre später hatte er in Aliens – Die Rückkehr eine tragende Rolle als Marineinfanterist Corporal Dwayne Hicks, dessen Trupp in Begleitung von Ellen Ripley (Sigourney Weaver) die Aliens bekämpft. Mit seinen Schauspielerkollegen Bill Paxton und Jenette Goldstein aus Aliens – Die Rückkehr sollte Biehn auch in dem Spielfilm Near Dark – Die Nacht hat ihren Preis von Kathryn Bigelow mitwirken, aber er lehnte das Rollenangebot ab, da er das Drehbuch verwirrend fand. Lance Henriksen, der ebenfalls in Aliens – Die Rückkehr mitspielte, übernahm dann die Rolle. Ein weiterer Film unter Camerons Regie war dann Abyss – Abgrund des Todes, welcher 1989 erschien.
Auch in Camerons anschließendem Kinofilm Terminator 2 – Tag der Abrechnung wirkte Biehn wieder mit. In einer Traumsequenz der Figur Sarah Connor taucht er als Kyle Reese, den er bereits im ersten Teil verkörperte, auf. Diese Szene wurde aber nicht in der Kinofassung, die 1991 erschien, sondern erst später für den Director’s Cut verwendet. In dem 1995 erschienenen Spielfilm Die üblichen Verdächtigen war Biehn ursprünglich die für die Rolle Michael McManus, welche Stephen Baldwin im Film verkörperte, vorgesehen. Allerdings musste er das Rollenangebot absagen, da er sich zu dem Zeitpunkt bereits für die Produktion des Spielfilms Jade von William Friedkin verpflichtet hatte. 1996 spielte Biehn dann an der Seite von Sean Connery und Nicolas Cage in The Rock – Fels der Entscheidung mit.
2007 war Biehn als Sheriff Hague in dem Kinofilm Planet Terror von Robert Rodriguez zu sehen. Dieser wurde als eigenständiger Spielfilm und im Verbund mit Quentin Tarantinos Death Proof – Todsicher als Double Feature Grindhouse veröffentlicht.
Zusammen mit seiner Frau, der Schauspielerin Jennifer Blanc führt er die Produktionsfirma Blanc/Biehn Productions.
2010 gab Biehn mit dem Film The Blood Bond sein Debüt als Regisseur und Drehbuchautor.
Im Februar 2012 stellte er beim Calgary Underground Film Festival seine beiden Thriller The Divide – Die Hölle sind die anderen und Victim – Traue keinem Fremden vor. Letzteren (im Original: The Victim) hat Biehn 2011 gemeinsam mit seiner Frau und ihrer gemeinsamen Produktionsfirma Blanc/Biehn Productions selbst produziert und außerdem gemeinsam mit ihr die beiden Hauptrollen übernommen. Zudem verfasste er das Drehbuch.
Außer in Filmen hatte Biehn Rollen in verschiedenen Fernsehserien, wie beispielsweise zwischen 1998 und 2000 in Die glorreichen Sieben (Hauptrolle), die auf dem gleichnamigen Spielfilm mit Yul Brynner basierte. Von 2002 bis 2003 war er als Judson Cross in 22 Folgen der Serie Adventure Inc. – Jäger der vergessenen Schätze zu sehen.
Im Spiel Command & Conquer: Tiberian Sun von 1999, spielt er die Hauptfigur der GDI Kampagne.
Im 2013 erschienenen Videospiel Far Cry 3: Blood Dragon leiht er der Hauptfigur seine Stimme und das Aussehen.
Michael Biehn hat aus erster Ehe mit Carlene Olson Zwillingssöhne. Die Ehe wurde 1987 nach sieben Jahren geschieden. Mit seiner zweiten Frau Gina Marsh, die er 1988 heiratete, hat er zwei Söhne. 2008 erfolgte die Scheidung. 2009 fand die Hochzeit mit seiner dritten Frau und Schauspielkollegin Jennifer Blanc statt. Mit ihr hat er einen Sohn.

## Filmografie (Auswahl)
- 1977: James at 15 (Fernsehserie, Folge 1x01 Pilot)
- 1978: Heiße Shorts und kesse Boys (Coach)
- 1978–1979: The Runaways (Fernsehserie, 17 Folgen)
- 1978: Feuer aus dem All (A Fire in the Sky)
- 1978: Grease
- 1980: Hog Wild (Go, Hog Wild!)
- 1981: Der Fanatiker (The Fan)
- 1983: Das Drogen Syndikat (China Rose)
- 1983: Verflucht sei, was stark macht (The Lords of Discipline)
- 1984: Polizeirevier Hill Street (Hill Street Blues, Fernsehserie, Folgen 5x03–5x05)
- 1984: Terminator (The Terminator)
- 1985: Bis der Tod euch scheidet (Deadly Intentions)
- 1986: Aliens – Die Rückkehr (Aliens)
- 1988: Das siebte Zeichen (The Seventh Sign)
- 1988: Anklage Massenmord (Rampage)
- 1989: Abyss – Abgrund des Todes (The Abyss)
- 1990: Navy Seals – Die härteste Elitetruppe der Welt (Navy Seals)
- 1991: K2 – Das letzte Abenteuer (K2)
- 1991: Nameless – Total Terminator (Time Bomb)
- 1991: Terminator 2 – Tag der Abrechnung (Terminator 2: Judgment Day) – nur Director’s Cut
- 1992: Eine mörderische Freundschaft (A Taste for Killing)
- 1993: Deadfall
- 1993: Tombstone
- 1994: Deep Red
- 1995: Crash Point (Breach of Trust)
- 1995: Jade
- 1996: Nichts als Trouble mit den Frauen (Mojave Moon)
- 1996: Im Würgegriff der Yakuza-Killer (Conundrum)
- 1996: T2 3-D: Battle Across Time
- 1996: The Rock – Fels der Entscheidung (The Rock)
- 1997: Im Dschungel gefangen (Dead Men Can’t Dance)
- 1998: Susan’s Plan (Die Again)
- 1998: Die glorreichen Sieben (The Magnificent Seven, Fernsehserie, 22 Folgen)
- 1999: Command & Conquer: Tiberian Sun
- 1999: Silver Wolf
- 2000: The Art of War
- 2001: Sex oder stirb (Cherry Falls)
- 2001: Megiddo: Das Ende der Welt (The Omega Code 2)
- 2002: Clockstoppers
- 2002: Borderline – Unter Mordverdacht (Borderline)
- 2002–2003: Adventure Inc. – Jäger der vergessenen Schätze (Adventure Inc., Fernsehserie, 22 Folgen)
- 2004: Hawaii (Fernsehserie, 8 Folgen)
- 2005: Havoc
- 2005: Dragon Squad (Mang lung)
- 2006: Criminal Intent – Verbrechen im Visier (Criminal Intent, Fernsehserie, Folge 6x08)
- 2007: Planet Terror
- 2009: Criminal Minds (Fernsehserie, Folge 4x14)
- 2009: Streets of Blood
- 2010: Dark Blue (Fernsehserie, Folge 1x07)
- 2011: Take Me Home Tonight
- 2011: The Divide – Die Hölle sind die anderen (The Divide)
- 2012: Sushi Girl
- 2013: Treachery
- 2014: Knock Out
- 2014: 24 Hour Rental (Fernsehserie, 12 Folgen)
- 2015: The Scorpion King 4 – Der verlorene Thron (The Scorpion King: The Lost Throne)
- 2017: The Shadow Effect – Keine Erinnerung. Keine Kontrolle (The Shadow Effect)
- 2019: Red Handed
- 2020: Killer Weekend
- 2020: The Mandalorian (Fernsehserie, Folge 2x05)
- 2022: The Walking Dead (Fernsehserie, Folge 11x13)
- 2023: Law & Order: Organized Crime (Folge 3x15)